# Carl Johnson (friidrottare)
Carl Edward Johnson, född 21 maj 1898 i Genesee i Michigan, död 13 september 1932 i Detroit, var en amerikansk friidrottare.
Johnson blev olympisk silvermedaljör i längdhopp vid sommarspelen 1920 i Antwerpen.